# Runyang híd
A Runyang-híd függőhíd Kínában, mely egyike a világ leghosszabb függőhídjainak. A Peking–Sanghaj autópálya halad keresztül rajta. A legnagyobb támaszköz 1490 méteres. 2005-ben nyílt meg a forgalom számára.